# Campeonato Pan-Americano de Ginástica de 2010
O Campeonato Pan-Americano de Ginástica de 2010 foi realizado em Guadalajara, México. Os eventos de ginástica artística foram disputados de 2 a 5 de setembro de 2010, enquanto os eventos de ginástica rítmica foram disputados de 2 a 5 de dezembro de 2010. A competição foi organizada pela Federação Mexicana de Ginástica e aprovada pela Federação Internacional de Ginástica.

## Medalhistas

### Ginástica artística
| Evento              | Ouro | Prata | Bronze |
| ------------------- | --- | --- | --- |
| Masculino           | | | |
| Equipes             | Estados Unidos · Dylan Akers · Alexander Buscaglia · Jacob Dalton · Brian del Castillo · Wesley Haagensen · Glen Ishino | Brasil · Felipe Polato · Mosiah Rodrigues · Sergio Eras · Péricles Silva · Danilo Nogueira · Sérgio Sasaki Canadá · Kenneth Ikeda · Anderson Loran · Jayd Lukenchuk · Kevin Lytwyn · Jackson Payne · Casey Sandy | — |
| Individual geral    | Daniel Corral (MEX) | Glen Ishino (USA) | Jorge Giraldo (COL)                                                                                         |
| Solo                | Santiago López (MEX) | Tomás González (CHI) | Jacob Dalton (USA)                                                                                          |
| Cavalo com alças    | Glen Ishino (USA) | Jorge Peña (MEX) | Casey Sandy (CAN)                                                                                           |
| Argolas             | Regulo Carmona (VEN) | Tommy Ramos (PUR) | Federico Molinari (ARG)                                                                                     |
| Salto               | Tomás González (CHI) | Sérgio Sasaki (BRA) | Luis Rivera (PUR)                                                                                           |
| Barras paralelas    | Daniel Corral (MEX) | Kenneth Ikeda (CAN) | Jorge Giraldo (COL)                                                                                         |
| Barra fixa          | Alexander Buscaglia (USA)                                                                                               | José Luis Fuentes (VEN) | Wesley Haagensen (USA)                                                                                      |
| Feminino            | | | |
| Equipes             | Estados Unidos · Gabby Douglas · Brenna Dowell · Kyla Ross · Sarah Finnegan · Sabrina Vega · McKayla Maroney            | Canadá · Bianca Dancose-Giambattisto · Coralie Leblond-Chartrand · Charlotte Mackie · Dominique Pegg · Jessica Savona · Kristina Vaculik                                                                         | Brasil · Priscila Cobello · Ethiene Franco · Gabriela Soares · Bruna Leal · Daniele Hypólito · Adrian Gomes |
| Individual geral    | Kyla Ross (USA) | Sabrina Vega (USA) | Jessica López (VEN)                                                                                         |
| Salto               | McKayla Maroney (USA)                                                                                                   | Daniele Hypólito (BRA) | Jessica Gil (COL)                                                                                           |
| Barras assimétricas | Gabrielle Douglas (USA)                                                                                                 | Jessica López (VEN) | Kristina Vaculik (CAN)                                                                                      |
| Trave               | Sabrina Vega (USA) | Jessica López (VEN) | Sarah Finnegan (USA)                                                                                        |
| Solo                | McKayla Maroney (USA)                                                                                                   | Kyla Ross (USA) | Kristina Vaculik (CAN)                                                                                      |

### Ginástica rítmica
| Evento             | Ouro                                                                            | Prata | Bronze                                                       |
| ------------------ | ------------------------------------------------------------------------------- | --- | ------------------------------------------------------------ |
| Equipes            | Estados Unidos · Shelby Kisiel · Olga Pavlenko · Anastasia Torba · Julie Zetlin | Brasil · Natália Gaudio · Simone Luiz · Drielly Daltoe · Eliane Sampaio                                        | Canadá · Mariam Chamilova · Jessica Ho · Anastasiya Muntyanu |
| Individual         |                                                                                 | |                                                              |
| Geral              | Julie Zetlin (USA)                                                              | Cynthia Valdez (MEX)                                                                                           | Veronica Navarro (MEX)                                       |
| Arco               | Veronica Navarro (MEX)                                                          | Mariam Chamilova (CAN)                                                                                         | Shelby Kisiel (USA)                                          |
| Corda              | Julie Zetlin (USA)                                                              | Eliane Sampaio (BRA)                                                                                           | Cynthia Valdez (MEX)                                         |
| Bola               | Julie Zetlin (USA)                                                              | Veronica Navarro (MEX)                                                                                         | Cynthia Valdez (MEX)                                         |
| Fita               | Veronica Navarro (MEX)                                                          | Shelby Kisiel (USA)                                                                                            | Julie Zetlin (USA)                                           |
| Grupos             |                                                                                 | |                                                              |
| Geral              | Canadá                                                                          | Brasil · Luisa Matsuo · Ana Paula Ribeiro · Ana Paula Alencar · Leticia Dutra · Jessica Maier · Larissa Barata | Venezuela                                                    |
| 5 arcos            | Canadá                                                                          | Estados Unidos                                                                                                 | Cuba                                                         |
| 3 fitas + 2 cordas | Canadá                                                                          | Estados Unidos                                                                                                 | Cuba                                                         |

NotaEm dezembro de 2010, a ginasta mexicana Rut Castillo testou positivo para sibutramina, um estimulante proibido. Em 2 de maio de 2011, Castillo perdeu as medalhas conquistadas no Pan-Americano de 2010 (ouro por equipe, ouro no arco, prata na corda), e todos os seus resultados no evento foram anulados.

## Quadro de medalhas
*   país anfitrião (México)
| Pos.                | País                | Ouro | Prata | Bronze | Total |
| ------------------- | ------------------- | ---- | ----- | ------ | ----- |
| 1                   | Estados Unidos      | 13   | 6     | 5      | 24    |
| 2                   | México              | 5    | 3     | 3      | 11    |
| 3                   | Canadá              | 3    | 4     | 4      | 11    |
| 4                   | Venezuela           | 1    | 3     | 2      | 6     |
| 5                   | Chile               | 1    | 1     | 0      | 2     |
| 6                   | Brasil              | 0    | 6     | 1      | 7     |
| 7                   | Porto Rico          | 0    | 1     | 1      | 2     |
| 8                   | Colômbia            | 0    | 0     | 3      | 3     |
| 9                   | Cuba                | 0    | 0     | 2      | 2     |
| 10                  | Argentina           | 0    | 0     | 1      | 1     |
| Total (10 entradas) | Total (10 entradas) | 23   | 24    | 22     | 69    |